# Friedrich IV. (Lothringen)

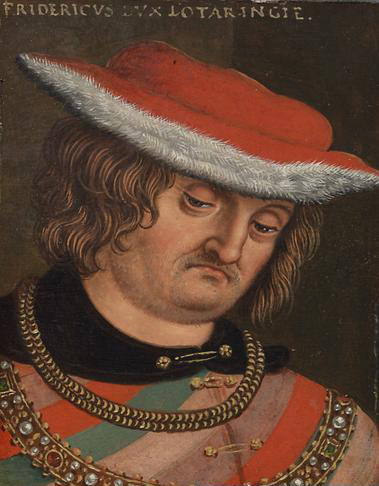
Friedrich IV.

Friedrich IV. , in Frankreich Ferry IV. le lutteur genannt (* 15. April 1282 in Gondreville; † 23. August 1328 in Paris) war Herzog von Lothringen von 1312 bis 1328. Er war der Sohn von Herzog Theobald II. und Isabelle de Rumigny.

## Leben
Als im Oktober 1314 in Frankfurt bzw. Bonn die Doppelwahl zur Nachfolge Heinrichs VII. stattfand, stand Friedrich IV. auf der Seite seines Schwagers, des Habsburgers Friedrich des Schönen. In der Schlacht bei Mühldorf (28. September 1322) stand er auf der Seite der Verlierer und geriet – ebenso wie sein Schwager – in Gefangenschaft. Die Vermittlung des französischen Königs Karl IV. führte zu seiner raschen Freilassung, die allerdings unter der Bedingung stand, dass er sich zukünftig aus den Angelegenheit des Kaiserreichs heraushalte – was die Hinwendung Lothringens zu Frankreich, die unter seinem Großvater Friedrich III. begonnen hatte, verstärkte und festigte.
1324 nahm er an einem französischen Feldzug gegen die Engländer in Guyenne unter dem Kommando Karls von Valois teil. 1324 bis 1326 war er in den Krieg der vier Herren gegen die Stadt Metz involviert. 1328 – nach dem Tod Karls IV. – stand er auf der Seite Philipps von Valois, der als Philipp VI. dann König von Frankreich wurde.

## Nachkommen
Er heiratete (Ehevertrag vom 6. August 1306) Elisabeth von Österreich († 1352), Tochter von König Albrecht I. (Habsburg); ihre Kinder waren:
- Rudolf (Raoul), Herzog von Lothringen, † 1346 in der Schlacht bei Crécy; ⚭ I Aliénor von Bar, † 1333, Tochter von Eduard I., Graf von Bar; ⚭ II Marie de Châtillon, genannt Marie de Blois, † 1363, Regentin von Lothringen 1346, Tochter von Guy I. de Châtillon, Graf von Blois und Dunois (Haus Châtillon)
- Margarete, † nach 1376; ⚭ Jean de Chalon, Herr von Auberive, † 1360 (Haus Burgund-Ivrea); ⚭ II Konrad Graf von Freiburg, Herr von Romont, † vor 1362; ⚭ III Ulrich IV. Herr von Rappoltstein, † 1377